# خرسيت
خرسيت إحدى قرى مركز طنطا التابع لمحافظة الغربية بجمهورية مصر العربية.

## التاريخ
قرية خرسيت من القرى القديمة، حيث وردت باسم «خرشيت» في أعمال الغربية ضمن قرى الروك الصلاحي التي أحصاها ابن مماتي في كتاب قوانين الدواوين، كما وردت باسم «خرشيت» في أعمال الغربية ضمن قرى الروك الناصري التي أحصاها ابن الجيعان في كتاب «التحفة السنية بأسماء البلاد المصرية». وردت باسم «خرشيت» في التربيع العثماني الذي أجراه الوالي العثماني سليمان باشا الخادم في عصر السلطان العثماني سليمان القانوني ضمن قرى ولاية الغربية، وردت في تاريخ 1228هـ/1813م الذي عدّ قرى مصر بعد المسح الذي قام به محمد علي باشا باسم «خرسيت» ضمن قرى مديرية الغربية.

## التعليم
تصل نسبة الأمية في القرية إلى 32.12% بين من تجاوزوا العاشرة من عمرهم، بينما تصل نسبة من حصلوا على تعليم جامعي إلى 4.98% من جملة السكان.

## السكان
بلغ عدد سكان خرسيت 14,340 نسمة حسب تقدير عام 2018.
| السنة  | 1882 | 1897 | 1907 | 1927 | 1947 | 1960 | 1976 | 1986 | 1996 | 2006  | 2018   |
| ------ | ---- | ---- | ---- | ---- | ---- | ---- | ---- | ---- | ---- | ----- | ------ |
| القرية | 1274 | 1962 | 2212 | 2449 | 2753 | 3323 | 4530 | 6070 | 6547 | 9,149 | 14,340 |

## الأعلام
- محسن جابر (1945 -) منتج ورجل أعمال.
- سهير المرشدي (1946 -)، ممثلة.[16]